# Radical 29
El radical 29, representado por el carácter Han 又, es uno de los 214 radicales del diccionario de Kangxi. En mandarín estándar es llamado 又部　(yòu bù　«radical “también”»), en japonés es llamado 又部, ゆうぶ　(yūbu), y en coreano 우 (u). Es llamado en los textos occidentales «radical “mano derecha”» o «radical “de nuevo”».
En radical «mano derecha» aparece en algunas ocasiones en la parte inferior de los caracteres a los que clasifica (por ejemplo en 受). En otras ocasiones aparece en el lado derecho (por ejemplo en 取).
En los caracteres chinos tempranos era un pictograma que representaba una mano derecha. Por extensión toma significado de acciones realizadas con la mano, en particular el gesto para indicar "otra vez", "además".

## Nombres populares
- Mandarín estándar: 又部, yòu bù.
- Coreano: 또우부, tto u bu «radical u-también».
- Japonés: 又（また）, mata, «de nuevo».
- En occidente: radical «mano derecha»; radical «de nuevo».

## Caracteres con el radical 29
| trazos | carácter       |
| ------ | -------------- |
| + 0    | 又             |
| + 1    | 叉             |
| + 2    | 及 友 双 反 収 |
| + 3    | 叏 叐          |
| + 4    | 发 叒          |
| + 5    | 叓             |
| + 6    | 叔 叕 取 受 变 |
| + 7    | 叙 叚 叛 叜 叝 |
| + 8    | 叞 叟          |
| + 11   | 叠             |
| + 14   | 叡             |
| + 16   | 叢             |

## Galería
| Estilos antiguos                                 | Estilos antiguos                  | Estilos antiguos                        | Estilos antiguos                   | Estilos antiguos                   | Estilos empleados actualmente       | Estilos empleados actualmente  | Estilos empleados actualmente    | Estilos empleados actualmente   | Estilos empleados actualmente  |
|                                                  |                                   |                                         |                                    |                                    |                                     | 又                             | 又                               |                                 |                                |
| 甲骨文 jiǎgǔwén (escritura de huesos oraculares) | 金文 jīnwén (escritura de bronce) | 简帛 jiǎnbó (escritura de bambú y seda) | 篆文 zhuànwén (escritura de sello) | 篆文 zhuànwén (escritura de sello) | 隸書 lìshū (estilo de los escribas) | 楷書 kǎishū (estilo regular)   | 楷書 kǎishū (estilo regular)     | 行書 xǐngshū (estilo corriente) | 草書 cǎoshū (estilo de hierba) |
| 甲骨文 jiǎgǔwén (escritura de huesos oraculares) | 金文 jīnwén (escritura de bronce) | 简帛 jiǎnbó (escritura de bambú y seda) | 大篆 dàzhuàn (sello grande)        | 小篆 xiǎozhuàn (sello pequeño)     | 隸書 lìshū (estilo de los escribas) | 繁體／繁体 fántǐ (tradicional) | 简体／簡體 jiǎntǐ (simplificado) | 行書 xǐngshū (estilo corriente) | 草書 cǎoshū (estilo de hierba) |